# Lakkadív-tenger
A Lakkadív-tenger (maldív: ލަކަޑިވް ކަނޑު ކަނޑު átírva: Lakaḍiv Kanḍu, angol: Laccadive Sea) egy India, a Maldív-szigetek és Srí Lanka között fekvő tenger. Az indiai Karnatakától délnyugatra, Keralától nyugatra fekszik. Egész évben szinte állandó vízhőmérsékletű.

## Határai
A Nemzetközi Hidrográfiai Szervezet a következőképpen határozza meg a Lakkadív-tenger határait:
- Nyugaton: az indiai Sadashivgad-erődtől (é.sz. 14°50′41″, 74°07′54″) húzódó vonal Cora Divh atollig (é.sz. 13°42′00″, k.h. 72°13′), majd le a Lakkadív- és a Maldív-szigetek nyugati határa mentén az Addu-atoll (Maldív-szigetek) legdélibb pontjáig.
- Délen: a srí lankai Dondra Headtől (5°55′08″, k.h. 5°55′08″, 80°35′28″) az Addu-atoll legdélibb pontjáig húzott vonal
- Keleten: Srí Lanka és India nyugati partvonala, egészen a Sadashivagad-erődig (é. sz. 14°50′41″, k. h. 74°07′54″ )
- Északkeleten: Ádám hídja, Sri Lanka és India között.

## Városok
A partjának legnagyobb városai:
- Indiában Mangaluru, Kasaragod, Kannúr, Kozhikode, Ponnani, Kochi, Alappuzha, Kollam, Thiruvananthapuram, Tuticorin,
- Srí Lankán Colombo ,
- a Maldív-szigeteken Malé.

## Hidrológia
A víz hőmérséklete egész évben meglehetősen állandó, nyáron átlagosan 26-28 °C, télen kb. 25 °C. A sótartalom középen és északon 34‰ (ezrelék), délen pedig akár 35,5‰.

## Élővilág
Gazdag tengeri élőlényekben, egyedül a Mannari-öbölben mintegy 3600 faj él. Ebből a 3600 fajból 44 védett, 117 korall, 79 rákféle, 108 szivacs, 260 puhatestű, 441 uszonyos hal, 147 hínár és 17 mangrove.
A part közelében élő emberek hagyományos tevékenysége a halászat. A Lakkadív-szigetek környékén a kifogott hal többnyire tonhal és cápa. A zátonyok közelében sügéreket, tüskehalat, tüskésmakrélát, tűhalakat és rájákat is kifognak. 
A különféle halakon kívül garnélarák, homár, achelata  is jellemző.
A tengerben számos korallzátony található, mint például a Laksadíva-szigetek, amelyek atollokból állnak, és 105 korallfajt tartalmaznak.